# بالاجی تله‌فیلم
بالاجی تله‌فیلم (انگلیسی: Balaji Telefilms) شرکت سرگرمی هندی است، که در سال ۱۹۹۴ توسط اکتا کاپور تأسیس شد.